# Hashgraph
Hashgraph is een gedistribueerde grootboektechnologie die kan worden gezien als een alternatief voor blockchains. De hashgraph-technologie is gepatenteerd en de enige geautoriseerde toepassing is Hedera Hashgraph. De native cryptocurrency van het Hedera Hashgraph-systeem is HBAR.
Anders dan blockchains bundelen hashgraphs geen mutaties in blokken en ze gebruiken ook geen miners om transacties te valideren. In plaats daarvan gebruiken ze hashgraphs. Het gebruikt een "roddel over roddels"-protocol waarbij de individuele knooppunten op het netwerk "roddelen" over transacties om gerichte acyclische pijlen te maken die transacties chronologisch ordenen. Elk "roddel"-bericht bevat een of meer transacties plus een tijdstempel, een digitale handtekening en cryptografische hashes van twee eerdere gebeurtenissen. Hierdoor vormt Hashgraph een asynchroon 'Byzantijnse-Generaals-fout'-tolerant (aBFT) consensusalgoritme.
Hashgraph is halverwege de jaren 2010 uitgevonden door de Amerikaanse computerwetenschapper Leemon Baird. Baird is de mede-oprichter en CTO van Swirlds, een bedrijf dat patenten heeft op het hashgraph-algoritme.  
Hashgraph wordt wel gezien als een mogelijke voortzetting of opvolger van het blockchain-concept, omdat het hogere snelheid, eerlijkheid, lage kosten en beveiligingsbeperkingen biedt. Het Hedera-witboek, waarvan Baird mede-auteur is, legde uit dat "aan het einde van elke ronde elk knooppunt de gedeelde status berekent na het verwerken van alle transacties die in die ronde en eerder zijn ontvangen", en het "digitaal een hash van die gedeelde staat ondertekent, zet het in een transactie, en roddelt het aan de gemeenschap".

## Hedera Hashgraph
Hedera Hashgraph is het enige openbare gedistribueerde grootboek op basis van het Hashgraph-algoritme. Hedera Hashgraph is ontwikkeld door een bedrijf met dezelfde naam, Hedera, gevestigd in Dallas, Texas. Hedera is opgericht door Hashgraph-uitvinder Leemon Baird en zijn zakenpartner Mance Harmon, en heeft een exclusieve licentie op de Hashgraph-patenten van hun bedrijf, Swirlds.
Hedera is eigendom van en wordt beheerd door een "bestuursraad" van enkele grote bedrijven en organisaties. Tot de leden van de raad behoren Swirlds, evenals Google, Boeing, IBM, Deutsche Telekom, LG, Tata Communications, Électricité de France, FIS, University College London, de London School of Economics, DLA Piper, Shinhan Bank, Standard Bank, ServiceNow, Ubisoft en verschillende anderen.
De Hedera Governing Council heeft via een stemming besloten om de patentrechten op Hashgraph te kopen en het algoritme open source te maken onder de Apache-licentie in 2022.

## Kritiek
Er wordt beweerd dat hashgraphs technisch minder beperkt zijn dan blockchains. Emin Gün Sirer, professor aan de universiteit in Cornell merkt echter op dat "De juistheid van het hele Hashgraph-protocol lijkt af te hangen van het feit dat elke deelnemer N, het totale aantal deelnemers aan het systeem, kent en ermee instemt", wat "een moeilijk aantal is om te bepalen in een open gedistribueerd systeem ." Baird antwoordde dat "alle knooppunten op een bepaald moment weten hoeveel knooppunten er zijn."  Een hashgraph-ontwikkelaar merkte destijds op dat "... een knooppunt dat lid wordt van het netwerk een transactie is zoals elke andere - het krijgt een consensustijdstempel toegewezen, waarna alle knooppunten het nu in consensus opnemen."